# Sezon 2014/2015 w hokeju na lodzie
Sezon 2014/2015 w hokeju na lodzie to zestawienie rozgrywek reprezentacyjnych oraz klubowych w tej dyscyplinie sportu. W haśle zostały podane podia zawodów mistrzowskich, ligowych, pucharowych oraz turniejów towarzyskich.

## Rozgrywki reprezentacyjne
| Zawody                           | Miejsce i data                                      | Turniej                    | 1 miejsce         | 2 miejsce     | 3 miejsce         | Źródło |
| -------------------------------- | --------------------------------------------------- | -------------------------- | ----------------- | ------------- | ----------------- | ------ |
| Mistrzostwa Świata mężczyzn      | Praga, Ostrawa 1 – 17 maja 2015                     | Elita                      | Kanada            | Rosja         | Stany Zjednoczone |        |
| Mistrzostwa Świata mężczyzn      | Kraków 18 – 24 kwietnia 2015                        | I Dywizja Grupa A          | Kazachstan        | Węgry         | Polska            |        |
| Mistrzostwa Świata mężczyzn      | Eindhoven 13 – 19 kwietnia 2015                     | I Dywizja Grupa B          |                   |               |                   |        |
| Mistrzostwa Świata mężczyzn      | Reykjavík 13 – 19 kwietnia 2015                     | II Dywizja Grupa A         |                   |               |                   |        |
| Mistrzostwa Świata mężczyzn      | Kapsztad 13 – 19 kwietnia 2015                      | II Dywizja Grupa B         | Chiny             | Nowa Zelandia | Meksyk            |        |
| Mistrzostwa Świata mężczyzn      | Izmir 5 – 14 kwietnia 2015                          | III Dywizja                | Korea Północna    | Turcja        | Luksemburg        |        |
| Mistrzostwa Świata kobiet        | Malmö 28 marca – 4 kwietnia 2015                    | Elita                      |                   |               |                   |        |
| Mistrzostwa Świata kobiet        | Rouen 12 – 18 kwietnia 2015                         | I Dywizja Grupa A          |                   |               |                   |        |
| Mistrzostwa Świata kobiet        | Pekin 6 – 12 kwietnia 2015                          | I Dywizja Grupa B          |                   |               |                   |        |
| Mistrzostwa Świata kobiet        | Dumfries 30 marca – 5 kwietnia 2015                 | II Dywizja Grupa A         |                   |               |                   |        |
| Mistrzostwa Świata kobiet        | Jaca 11 – 17 marca 2015                             | II Dywizja Grupa B         |                   |               |                   |        |
| Mistrzostwa Świata kobiet        | Hongkong 18 – 21 lutego 2015                        | Kwalifikacje do II Dywizji |                   |               |                   |        |
| Mistrzostwa Świata Juniorów      | Toronto, Montreal 26 grudnia 2014 – 5 stycznia 2015 | Elita                      | Kanada            | Rosja         | Słowacja          |        |
| Mistrzostwa Świata Juniorów      | Asiago 14 – 20 grudnia 2014                         | I Dywizja Grupa A          | Białoruś          | Norwegia      | Łotwa             |        |
| Mistrzostwa Świata Juniorów      | Dunaújváros 14 – 20 grudnia 2014                    | I Dywizja Grupa B          | Kazachstan        | Ukraina       | Polska            |        |
| Mistrzostwa Świata Juniorów      | Tallinn 7 – 13 grudnia 2014                         | II Dywizja Grupa A         | Wielka Brytania   | Litwa         | Korea Południowa  |        |
| Mistrzostwa Świata Juniorów      | Grenada 13 – 19 grudnia 2015                        | II Dywizja Grupa B         | Chorwacja         | Hiszpania     | Australia         |        |
| Mistrzostwa Świata Juniorów      | Dunedin 19 -25 stycznia 2015                        | III Dywizja                | Chiny             | Nowa Zelandia | Meksyk            |        |
| Mistrzostwa Świata Juniorów U-18 | Zug, Lucerna 16 – 26 kwietnia 2015                  | Elita                      |                   |               |                   |        |
| Mistrzostwa Świata Juniorów U-18 | Debreczyn 12 – 18 kwietnia 2015                     | I Dywizja Grupa A          |                   |               |                   |        |
| Mistrzostwa Świata Juniorów U-18 | Maribor 12 – 18 kwietnia 2015                       | I Dywizja Grupa B          |                   |               |                   |        |
| Mistrzostwa Świata Juniorów U-18 | Tallinn 22 – 28 marca 2015                          | II Dywizja Grupa A         |                   |               |                   |        |
| Mistrzostwa Świata Juniorów U-18 | Nowy Sad 15 – 23 marca 2015                         | II Dywizja Grupa B         |                   |               |                   |        |
| Mistrzostwa Świata Juniorów U-18 | Tajpej 22 – 28 marca 2015                           | III Dywizja Grupa A        |                   |               |                   |        |
| Mistrzostwa Świata Juniorów U-18 | Auckland 17 – 19 marca 2015                         | III Dywizja Grupa B        |                   |               |                   |        |
| Mistrzostwa Świata Juniorek      | Buffalo 5 – 12 stycznia 2015                        | Elita                      | Stany Zjednoczone | Kanada        | Rosja             |        |
| Mistrzostwa Świata Juniorek      | Vaujany 4 – 10 stycznia 2015                        | I Dywizja                  | Francja           | Norwegia      | Słowacja          |        |
| Mistrzostwa Świata Juniorek      | Katowice 19 – 25 stycznia 2015                      | Kwalifikacje do I Dywizji  | Dania             | Włochy        | Polska            |        |
| Uniwersjada                      | Grenada 4 – 14 lutego 2015                          | Mężczyźni                  |                   |               |                   |        |
| Uniwersjada                      | Grenada 4 – 14 lutego 2015                          | Kobiety                    |                   |               |                   |        |
| Azjatycki Puchar Challenge IIHF  | Tajpej 14- 19 marca 2015                            | Top Dywizja mężczyzn       |                   |               |                   |        |
| Azjatycki Puchar Challenge IIHF  | Kuwejt 18 – 25 kwietnia 2015                        | I Dywizja mężczyzn         |                   |               |                   |        |
| Azjatycki Puchar Challenge IIHF  | 2015                                                | Kobiety                    |                   |               |                   |        |

### Euro Hockey Tour
Po raz pierwszy w historii rozgrywek zrezygnowano z rozegrania czterech turniejów. Najpierw tradycyjnie odbyły się dwa turnieje Cztery najlepsze drużyny europejskie uczestniczą w czterech turniejach należących do cyklu Euro Hockey Tour: (Karjala Cup i Channel One Cup), zaś w miejsce dwóch pozostałych turniejów wprowadzono serię dwumeczy pomiędzy danymi drużynami. Wszystkie te spotkania liczone będą do klasyfikacji EHT.
| Zawody                                  | Miejsce i data                                                 | 1 miejsce | 2 miejsce | 3 miejsce | Źródło |
| --------------------------------------- | -------------------------------------------------------------- | --------- | --------- | --------- | ------ |
| Karjala Cup                             | Helsinki (Finlandia) oraz Leksand (Szwecja) 6–9 listopada 2014 | Szwecja   | Finlandia | Rosja     |        |
| Channel One Cup                         | Soczi (Rosja) oraz Praga (Czechy) 18–21 grudnia 2014           | Rosja     | Finlandia | Szwecja   |        |
| Klasyfikacja generalna Euro Hockey Tour |                                                                |           |           |           |        |

### Turnieje towarzyskie
| Zawody                | Miejsce i data                 | 1 miejsce | 2 miejsce        | 3 miejsce | Źródło |
| --------------------- | ------------------------------ | --------- | ---------------- | --------- | ------ |
| EIHC Norwegia         | Stavanger 6 – 8 listopada 2014 | Norwegia  | Dania            | Francja   | [ 1 ]  |
| EIHC Słowenia         | Lublana 6 – 8 listopada 2014   | Słowenia  | Austria          | Japonia   | [ 2 ]  |
| EIHC Węgry            | Budapeszt 7 – 9 listopada 2014 | Polska    | Korea Południowa | Węgry     | [ 3 ]  |
| Deutschland Cup       | Monachium 7 – 9 listopada 2014 | Niemcy    | Szwajcaria       | Słowacja  | [ 4 ]  |
| Euro Hockey Challenge | 1 – 26 kwietnia 2015           | Czechy    | Szwecja          | Finlandia |        |

## Rozgrywki klubowe

### Europejskie puchary
W 67. edycji Pucharu Tatrzańskiego zwyciężyła drużyna HK Poprad.
| Rozgrywki            | Miejsce i data                        | Triumfator       | Finalista           | Źródło |
| -------------------- | ------------------------------------- | ---------------- | ------------------- | ------ |
| Liga Mistrzów        | 21 sierpnia 2014 – 3 lutego 2015      | Luleå HF         | Frölunda HC         |        |
| Puchar Kontynentalny | 27 września – 12 stycznia 2015        | HK Nioman Grodno | Fischtown Pinguins  |        |
| Puchar Spenglera     | 26 – 31 grudnia 2014                  | Servette Genewa  | Saławat Jułajew Ufa |        |
| Puchar Tatrzański    | 21–23 sierpnia 2014                   | HK Poprad        | Słowacja U-20       | [ 5 ]  |
| Puchar Europy kobiet | 17 października 2014 – 22 lutego 2015 |                  |                     |        |

### Rozgrywki ligowe mężczyzn – pierwszy poziom
W przypadku niejednorodnego składu państwowego rozgrywek podane zostały flagi pochodzenia krajowego drużyn.
| Rozgrywki           | Trofeum         | Data                    | Triumfator               | Finalista               | Źródło          |
| ------------------- | --------------- | ----------------------- | ------------------------ | ----------------------- | --------------- |
| NHL                 | Puchar Stanleya | 08.10.2014 – 2015       |                          |                         |                 |
| KHL                 | Puchar Gagarina | 03.09.2014 – 19.04.2015 | SKA Sankt Petersburg     | Ak Bars Kazań           | [ 6 ]           |
| Wysszaja Liga       | –               | 03.09.2014 – 18.04.2015 | Jertys Pawłodar          | Arłan Kokczetaw         | [ 7 ]           |
| Open Liga           | –               | 04.09.2014 – 25.03.2015 | HK Szachcior Soligorsk   | Junost' Mińsk           | [ 8 ]           |
| Mistrzostwa Ukrainy | –               | 12.02 – 04.04.2015      | ATEK Kijów               | HK Krzemieńczuk         | [ 9 ]           |
| Polska Hokej Liga   | –               | 26.09.2014 – 02.04.2015 | GKS Tychy                | JKH GKS Jastrzębie      | [ 10 ]          |
| Tipsport extraliga  | –               | 12.09.2014 – 23.04.2015 | HC Litvínov              | HC Oceláři Trzyniec     | [ 11 ]          |
| Tipsport extraliga  | –               | 09.09.2014 – 11.04.2015 | HC Koszyce               | HC 05 Banská Bystrica   | [ 12 ]          |
| Meistriliiga        | –               | 04.10.2014 – 29.03.2015 | HK Kalev-Välk Tartu      | Narva PSK               | [ 13 ]          |
| Virslīga            | –               | 06.09.2014 – 06.04.2015 | HK Mogo                  | HK Kurbads              | [ 14 ]          |
| Ekstraliga          | –               | 08.10.2014 – 22.03.2015 | Delovaja Rus Kaliningrad | Kauno Baltų-Ainiai      | [ 15 ]          |
| Liiga               | Kanada-malja    | 10.09.2014 – 25.04.2015 | Kärpät                   | Tappara                 |                 |
| SHL                 | Puchar Le Mata  | 10.09.2014 – 23.04.2015 | Växjö Lakers             | Skellefteå AIK          |                 |
| GET-ligaen          | –               | 11.09.2014 – 18.04.2015 | Stavanger Oilers         | Storhamar Dragons       |                 |
| Metal Ligaen        | –               | 19.09.2014 – 14.04.2015 | SønderjyskE Ishockey     | Esbjerg Energy          |                 |
| Ekstraliga          | –               | 05.09.2014 – 23.03.2015 | Skautafélag Akureyrar    | Skautafélag Reykjavikur | [ 16 ]          |
| EIHL                | –               | 05.09.2014 – 05.04.2015 | Coventry Blaze           | Sheffield Steelers      |                 |
| Ekstraliga          | –               | Liga rozwiązana         | Liga rozwiązana          | Liga rozwiązana         | Liga rozwiązana |
| DEL                 | –               | 12.09.2014 – 22.04.2015 | Adler Mannheim           | ERC Ingolstadt          | [ 17 ]          |
| EBEL                | –               | 12.09.2014 – 14.04.2015 | EC Red Bull Salzburg     | Vienna Capitals         |                 |
| NLA                 | –               | 20.09.2014 – 11.04.2015 | HC Davos                 | ZSC Lions               |                 |
| Eredivisie          | –               | 14.11.2014 – 20.03.2015 | Tilburg Trappers         | Friesland Flyers        |                 |
| Eredivisie          | –               | 29.11.2014 – 2015       | Antwerp Phantoms         | Leuven IHC              |                 |
| Ligue Magnus        | Puchar Magnusa  | 13.09.2014 – 05.04.2015 | Rapaces de Gap           | Gamyo Épinal            |                 |
| Serie A             | –               | 20.09.2014 – 09.04.2015 | Asiago Hockey            | Ritten Sport            |                 |
| Superliga           | –               | 2014 – 16.03.2015       | Bipolo                   | CG Puigcerda            |                 |
| MOL Liga            | –               | 2014 – 14.03.2015       | Miskolci JJSE            | Ice Tigers Nowe Zamki   |                 |
| Ekstraliga          | –               | 2014 – 2015             |                          |                         |                 |
| Narodowa Liga       | –               | 2014 – 27.03.2015       | CSM Dunărea Galați       | CSA Steaua Bukareszt    |                 |
| Ekstraliga          | –               | 2014 – 2015             |                          |                         |                 |
| Ekstraliga          | –               | 2014 – 2015             |                          |                         |                 |
| Ekstraliga          | –               | 2014 – 13.03.2015       | Medveščak Zagrzeb        | Mladost Zagrzeb         |                 |
| Ekstraliga          | –               | 2014 – 14.03.2015       | HK Partizan Belgrad      | HK Beostar Belgrad      | [ 18 ]          |
| Ekstraliga          | –               | 2014 – 2015             |                          |                         |                 |
| Ekstraliga          | –               | 2014 – 2015             |                          |                         |                 |
| Ekstraliga          | –               | 2014 – 2015             |                          |                         |                 |
| Superliga           | –               | 2014 – 2015             |                          |                         |                 |
| Ekstraliga          | –               | 2014 – 2015             |                          |                         |                 |
| Ekstraliga          | –               | 2014 – 2015             |                          |                         |                 |
| Liga Azjatycka      | –               | 2014 – 2015             |                          |                         |                 |
| AIHL                | –               | 2014                    |                          |                         |                 |
| Ekstraliga          | –               | 2014                    |                          |                         |                 |
| Ekstraliga          | –               | 2014 – 2015             |                          |                         |                 |
| GHL                 | –               | 2014 – 2015             |                          |                         |                 |
| Campeonato          | –               | 2014 – 2015             |                          |                         |                 |

### Rozgrywki ligowe niższe
| Rozgrywki         | Trofeum        | Data              | Triumfator                                            | Finalista                                             | Źródło |
| ----------------- | -------------- | ----------------- | ----------------------------------------------------- | ----------------------------------------------------- | ------ |
| I liga polska     | –              | 2014 – 2015       | HK Zagłębie Sosnowiec                                 | Nesta Toruń                                           |        |
| II liga polska    | –              | 2014 – 2015       | SKH Mad Dogs Sopot                                    | TMH Żółwie Piła                                       | [ 19 ] |
| AHL               | Puchar Caldera | 2014 – 2015       |                                                       |                                                       |        |
| WHL               | Puchar Bratina | 2014 – 2015       | Toros Nieftiekamsk                                    | Iżstal Iżewsk                                         | [ 20 ] |
| RHL               |                | 2014 – 09.04.2015 | HK Rostów                                             | CSK WWS Samara                                        | [ 21 ] |
| National League B | –              | 2014 – 2015       | SCL Tigers                                            | EHC Olten                                             |        |
| Allsvenskan       | –              | 2014 – 10.03.2015 | Karlskrona HK                                         | VIK Västerås HK                                       |        |
| Mestis            | –              | 2014 – 17.04.2015 | Jukurit                                               | KooKoo                                                |        |
| 1. liga czeska    | –              | 2014 – 2015       | Piráti Chomutov i HC Czeskie Budziejowice (finaliści) | Piráti Chomutov i HC Czeskie Budziejowice (finaliści) |        |
| 1. liga słowacka  | –              | 2014 – 2015       | HC 07 Detva                                           | HK Spišská Nová Ves                                   |        |
| DEL2              | –              | 2014 – 2015       | SC Bietigheim-Bissingen                               | Fischtown Pinguins Bremerhaven                        |        |
| EPIHL             | –              | 2014 – 05.04.2015 | Peterborough Phantoms                                 | Manchester Phoenix                                    |        |
| INL               | –              | 2014 – 2015       | EHC Lustenau                                          | VEU Feldkirch                                         |        |

### Puchary krajowe
W 15. edycji Pucharu Białorusi zwyciężyła drużyna Nioman Grodno, która w finale pokonała Junost' Mińsk 5:0.
| Rozgrywki                  | Data                           | Triumfator    | Finalista                | Źródło |
| -------------------------- | ------------------------------ | ------------- | ------------------------ | ------ |
| Puchar Belgii              | 2014 – 2015                    |               |                          |        |
| Puchar Białorusi           | 20–31 sierpnia 2014            | Nioman Grodno | Junost' Mińsk            | [ 22 ] |
| Puchar Bośni i Hercegowiny | 2014 – 2015                    |               |                          |        |
| Puchar Bułgarii            | 2014 – 2015                    |               |                          |        |
| Puchar Danii               | 2014 – 2015                    |               |                          |        |
| Puchar Francji             | 2014 – 2015                    |               |                          |        |
| Puchar Hiszpanii           | 2014 – 2015                    |               |                          |        |
| Puchar Holandii            | 2014 – 2015                    |               |                          |        |
| Puchar Japonii             | 2014 – 2015                    |               |                          |        |
| Puchar Kazachstanu         | 2014 – 2015                    |               |                          |        |
| Puchar Niemiec             | 2014 – 2015                    |               |                          |        |
| Puchar Polski              | 25 listopada – 28 grudnia 2014 | GKS Tychy     | Ciarko PBS Bank KH Sanok |        |
| Puchar Rumunii             | 2014                           |               |                          |        |
| Puchar Szwajcarii          | 01.10.2014 – 11.02.2015        | SC Bern       | Kloten Flyers            | [ 23 ] |
| Puchar Węgier              | 2014                           |               |                          |        |
| Puchar Włoch               | 2014                           |               |                          |        |

### Rozgrywki juniorskie
| Rozgrywki    | Trofeum               | Data        | Triumfator               | Finalista           | Źródło |
| ------------ | --------------------- | ----------- | ------------------------ | ------------------- | ------ |
| OHL          | J. Ross Robertson Cup | 2014 – 2015 | Oshawa Generals          | Erie Otters         |        |
| WHL          | Ed Chynoweth Cup      | 2014 – 2015 | Kelowna Rockets          | Brandon Wheat Kings |        |
| QMJHL        | Coupe du Président    | 2014 – 2015 | Rimouski Océanic         | Quebec Remparts     |        |
| Memorial Cup | Memorial Cup          | 2015        |                          |                     |        |
| MHL          | Puchar Charłamowa     | 2014 – 2015 | Czajka Niżny Nowogród    | SKA-1946 Petersburg |        |
| MHL-B        | Puchar Regionów       | 2014 – 2015 | Rossosz                  | Gorniak Uczały      |        |
| CLJ          | –                     | 2014 – 2015 | Ciarko PBS Bank KH Sanok | UKH Unia Oświęcim   |        |